# Pohorje, Cirkulane
Pohorje je naselje v vzhodnih Halozah ob hrvaški meji v Občini Cirkulane.

## Opis
Ta kraj, ki leži v občini Cirkulane ima eno cerkev, Sv. Elizabete, radioamatersko društvo (zanimivost: v hiši, v kateri so trenutno radioamaterji, je pred svojo smrtjo živel zdravnik). Čez Pohorje teče potok, ki se izliva v večji potok po imenu Belica. Čez Pohorje vodi zelo popularna turistična pot - Bračičeva pot in Vinska cesta. Na Pohorju je tudi zelo veliko? vinskih trt. 
Med 2. svetovno vojno je nemška vojska ukradla zvonik v cerkvi Sv. Elizabete. Ta zelo majhen kraj leži tudi ob hrvaški meji ki je zelo slabo varovana.